# Пиро (Marvel Comics)
Пиро (англ. Pyro, от др.-греч. πῦρ — «огонь») — персонаж, появившийся в комиксах издательства Marvel, суперзлодей и герой, враг, иногда и друг Людей Икс. Его первое появление произошло в комиксе Uncanny X-Men #141 (январь 1981), созданном сценаристом Крисом Клермонтом и художником Джоном Бирном.

## История персонажа
Сент-Джон Эллердайс (англ. St. John Allerdyce) — мутант, родившийся в Сиднее (Австралия), обладающий способностью псионически управлять огнём, но не создавать его. Пиро носит на спине огнемёт, чтобы обеспечить себя источником пламени, которое он может взять под контроль. Его способность к пирокинезу проявилась ещё в его подростковые годы, но он не знал, какое ей можно найти практическое применение. Проработав годы в Южно-Восточной Азии в качестве журналиста и писателя, Пиро повстречал мутанта-шейпшифтера Мистик, которая завербовала его в своё Братство Злых Мутантов. Хотя он никогда не работал на создателя оригинального Братства, Магнето, Пиро работал в составе Братства под командованием различных подчинённых Магнето, которые поочерёдно руководили командой. Группировка Мистик позднее предложила свои услуги правительству в обмен на защиту и амнистию её прошлых преступлений, и была переименована в Силу Свободы.
Сила Свободы была расформирована после гибельной миссии в Ираке, а Пиро вместе с Пузырём стали военнозаключёнными. Жаба внёс выкуп за них, и они вернулись в Штаты. Какое-то время спустя Пиро узнал, что он заражён Вирусом Наследия, смертельной болезнью, поражающей главным образом мутантов. Пиро многое испробовал, чтобы найти противоядие от Вируса, в процессе сталкиваясь с другими мутантами и супергероями, например, Сорвиголовой и Сесилией Райс, но в конце концов болезнь победила, и Пиро погиб. Это случилось сразу после того, как он спас сенатора Роберта Келли, помешав планам нового Братства мутантов. Этот героический поступок должен был изменить мнение сенатора о мутантах и привести к принятию тем курса на мирное сотрудничество в человеческо-мутантских отношениях. К сожалению, Келли был застрелен вскоре после этого одним из сторонников идеи о превосходстве обычных людей.

## Силы и способности
Способность Пиро — пирокинез. Он может придать пламени какую угодно форму, уменьшить или повысить его температуру, интенсивность и размер. Он способен псионически заставить огонь сделать всё, что ему придёт в голову, и иногда создаёт из пламени существ, не наделённых жизнью или разумом, но способных двигаться, хватать и переносить другие предметы или существ. Степень концентрации Пиро на таком огненном существе прямо пропорционально зависит от его размера, силы и интенсивности огня. Если Пиро помешать концентрироваться на пламени, оно потеряет форму и вернётся в своё обычное состояние.
Огонь, находящийся под контролем Пиро, безопасен для него, но любому другому может навредить. Неподконтрольное пламя в свою очередь может навредить Пиро, поэтому он носит специальный костюм, защищающий его от созданных им пожаров. Обычно считается, что Пиро требуется видеть огонь, чтобы управлять им.

## Альтернативные версии персонажа

### Эра Апокалипсиса
В Эре Апокалипсиса Пиро — один из многих мутантов, заключённых Злыднем в подземельях за отказ присоединиться к его элитному войску мутантов. Его убивают вместе с Оползнем, Артемис, Фантазией и Тритоном во время их побега. Здесь Пиро очень заботлив по отношению к Фантазии и пытается защитить её от слуг Злыдня.
В этой реальности мутация Пиро позволяет ему самому создавать пламя, но этот огонь не безвреден для него -
он обжигал его собственную кожу. Возможно, способность создавать пламя была приобретена Пиро как результат генетических экспериментов Тёмного Зверя (отрицательной версии героя Людей Икс Зверя, который в этой реальности подчинялся Злыдню). Пиро долгое время встречался с Сэйдж, в этой эре, но вскоре она вернулась к Морфу

### День М
Во время события День М Пиро является членом правительства мутантов в Австралии, возглавляемого Экзодусом. Он сражается вместе с другими приспешниками Магнето против прибывших на Геношу супергероев.

### Приключения Марвел
В «Приключениях Марвел: Человек-Паук» в средней школе Мидтаун показывается Человек-Факел и начинает красоваться перед учениками, но неожиданно теряет контроль над своими силами. Питер Паркер ищет загадочного насмешника, которым оказывается не кто иной, как Пиро. Он пытается подчинить Факела, так как возмущён, что слава Факела, как пирокинетика, превосходит его собственную. Человек-паук забрасывает Пиро в школьный бассейн, затем освобождённый от контроля Факел отправляет его в нокаут.

### Марвел Зомби
Пиро появляется дважды в этой реальности: сначала в группе зомби, пытающихся поймать Пузыря, а затем во время схватки Людей Икс с зомбированной Силой Свободы.

### Ронин
Пиро работает на Клуб адского пламени в Японии в качестве смертоносного ниндзя-мутанта. Он сражается против Людей Икс вместе с ниндзя Человеком-Льдом и Колоссом.

### Ultimate Marvel
Одна из немногих реальностей, где Пиро на стороне Людей Икс. В Ultimate X-Men #80 Пиро сражается с Друзьями Человечества (антимутантски настроенной организацией) и встречается с Ночным Змеем. Алтимейт Пиро — один из Морлоков и сторонник идей Ксавье. Он сообщает Ночному Змею, что с удовольствием стал бы одним из Людей Икс. В Ultimate X-Men #82 Шторм и Бишоп спасают его от атаки робота-Стража и завербовывают Пиро в новую команду Людей Икс. Бишоп намекает на то, что в его будущем новые рекруты станут «легендами», вероятно, это означает, что Пиро обладает большим потенциалом. Он работает краткое время под прикрытием во Фронте Освобождения Мутантов, притворяясь, что переметнулся на их сторону. Страйф, лидер организации, узнаёт о намерениях Пиро, но позволяет ему продолжить разведку («Нам нечего скрывать»). В конце Страйф покидает большинство членов ФОМ на милость приближающихся Стражей. Зверь спасает Пиро, и тот позже помогает команде Бишопа разбить Стражей.
Пиро во Вселенной Алтимейт, так же, как и в Эре Апокалипсиса, способен сам генерировать пламя. Алтимейт-Пиро также уязвим для огня, поскольку его лицо покрыто страшными ожогами, а большая часть поверхности тела забинтована. Однако он может исцелять свои раны, например, в Ultimate X-Men #80 он прижигает рану от пули. Поскольку он сжёг свои нервные окончания, Пиро не чувствует боли.

## Вне комиксов

### Анимационные сериалы
- Пиро появляется в пилотной серии первоначальных «Людей Икс», «Прайд из Людей Икс», где его озвучил Пэт Фрейли. Там он верно представлен австралийцем.
- Пиро появляется в четырёх сериях мультсериала о Людях Икс 90-х годов. Он входит в состав Братства Мутантов под предводительством Мистики, неверно изображён британцем и использует британский сленг.
- В мультсериале «Люди Икс: Эволюция» Пиро является членом элитной команды мутантов Магнето, в которую также входят Гамбит, Колосс, Саблезубый и Мастермайнд. Его озвучивает Тревор Деволл с ломаным австралийским акцентом. Эта версия Пиро нуждается в постоянной подпитке своего пламени топливом; так, когда Росомаха повредил огнемёт Пиро, созданный им огненный дракон исчез. Тем не менее, он также управлял огненными существами, обходясь без постоянной струи пламени. Эта непоследовательность так и не была объяснена.
- Пиро появляется в качестве второстепенного персонажа в мультсериале «Росомаха и Люди Икс». Как и в «Эволюции», он входит в состав группы Магнето.

### Фильмы
- Пиро появляется в фильме «Люди Икс», где его роль играет Алекс Бёртон. Он создаёт за своей спиной огненный шар во время урока, чтобы произвести впечатление на новую ученицу Роуг. Человек-лёд замораживает огненный шар, а Шторм делает Джону замечание.
- В фильме-сиквеле, «Люди Икс 2», значительно расширенную роль Пиро играет Аарон Стэнфорд. Пиро зовут Джон Эллердайс (вместо Сент-Джона Эллердайса), он ученик Школы Ксавьера для одарённых детей и друг Бобби Дрейка (Человек-лёд) и Роуг. После атаки Школы Страйкером эти трое вместе с Росомахой спасаются бегством и отправляются в дом Бобби Дрейка в Бостоне. Джон рассматривает семейные фотографии Дрейков с выражением зависти и горечи: возможно, он происходит не из самой благополучной семьи. Когда брат Бобби-мутантоненавистник вызывает к дому Дрейков полицию и Росомаху временно выводят из строя, Джон отказывается сдаться полицейским и сам атакует их. Роуг вынуждена остановить его, чтобы не пострадали люди. В конце Пиро покидает Людей Икс, искушённый Магнето, который замечает силу и амбициозность молодого мутанта. Оставив самолёт Людей Икс, Пиро присоединяется к Магнето и Мистик. Люди Икс замечают уход Джона, но не могут предотвратить его, слишком занятые собственным спасением.
- Пиро затем появляется в заключительной части трилогии «Люди Икс: Последняя битва» в качестве члена Братства Мутантов Магнето. В финальной схватке на острове Алькатрас он сражается с Бобби Дрейком и в какой-то момент берёт верх, но Человек-лёд проявляет новую сторону своей мутации и целиком превращается в лёд. Он замораживает руки Пиро, гася его огонь, а затем наносит ему удар головой и лишает сознания. Дальнейшая судьба Пиро неизвестна, хотя в новеллизации фильма Дрейк спасает бывшего друга, вынося его в безопасное место.
- В расширенной версии фильма «Люди Икс: Дни минувшего будущего» показана зажигалка Джона. Сам он, вероятно, был убит Стражами.
- Аарон Стэнфорд повторил роль Пиро в фильме «Дэдпул и Росомаха» (2024) Кинематографической вселенной Marvel[1].

### Видеоигры
Пиро появился в нескольких видеоиграх по мотивам комиксов Люди Икс:
- Аркадная игра «X-Men». Пиро является боссом первого уровня, а на 6-м уровне игры появляются 4-12 его клонов (в зависимости от количества игроков). Как и у многих других персонажей игры, у него есть своя фирменная фраза: «Пиро превратит вас в тост!».
- В «X-Men Legends» его озвучивает Робин Аткин Даунс[2]. Пиро в этой игре — член Братства и один из первых боссов. У Короля Теней также есть Тёмный Пиро, когда Икс-мены находятся в Астральном плане.
- В «X-Men Legends II: Rise of Apocalypse» Пиро появляется в качестве недоступного персонажа (озвучен Джоном Кассером). Он был пойман Апокалипсисом после того, как предал его идеи. Это доступный персонаж в версии игры для (PC)
- «X-Men: The Official Game». События игры происходят между вторым и третьим фильмами кинотрилогии «Люди Икс», так что Пиро выступает на стороне Магнето. Он появляется на уровне Человека-Льда в качестве босса.